# 税正宽
税正宽（1940年10月—2012年），男，汉族，重庆綦江人，中华人民共和国政治人物，曾任中共重庆市委常委（1997年起），重庆市人大常委会副主任（2002年1月起）。2012年3月4日，原同创集团董事长张明渝表示税正宽已在重庆高级干部别墅区内自杀身亡。